# Landébia
 Landébia  (en bretón Landebiav) es una población y comuna francesa, situada en la región de Bretaña, departamento de Côtes-d'Armor, en el distrito de Dinan y cantón de Plancoët.

## Demografía
| 334 | 357 | 434 | 486 | 447 | 427 |
| Para los censos de 1962 a 1999 la población legal corresponde a la población sin duplicidades (Fuente: INSEE [Consultar]) |     |     |     |     |     |